# Deutsche Nationalbergamotte (pera)
'Deutsche Nationalbergamotte' (también conocida como: 'Nationalbergamotte') es un cultivar antiguo de pera europea Pyrus communis. Es una de las peras del grupo bergamota y peras de otoño. Probablemente provenga de Francia, como se conocía allí ya en 1802. Como variedad de pera poco exigente en términos de suelo y clima, la bergamota nacional alemana se cultiva hoy principalmente en altitudes elevadas como los Alpes y la Selva Negra.

## Sinonimia
- "Schöne und Gute",
- "Birne ohne Kerne",
- "Siedenburger Butterbirne",
- "Bergamotte d’Angleterre".[3]

## Origen
La variedad fue descrita como 'Deutsche Nationalbergamotte' ("Bergamota Nacional Alemana") por el Pastor Christ ya en 1809. Señala que la variedad “surgió de un solo núcleo”, pero no hay ninguna referencia a su origen exacto ni con él ni con posterioridad. En el siglo XIX era muy común en Baviera. En una exposición en Munich en 1879, fue una de las variedades de peras más comunes en el surtido de 47 expositores. La bergamota de frutos relativamente grandes es muy rara en la actualidad.

## Características
El árbol de la variedad 'Deutsche Nationalbergamotte' es resistente a las heladas, y por lo tanto también es adecuada para altitudes más elevadas que otras variedades de pera. El árbol tiene una forma piramidal amplia, con una copa grande y alta. Los brotes anuales son de color verdoso a marrón rojizo. La variedad se considera muy fértil.

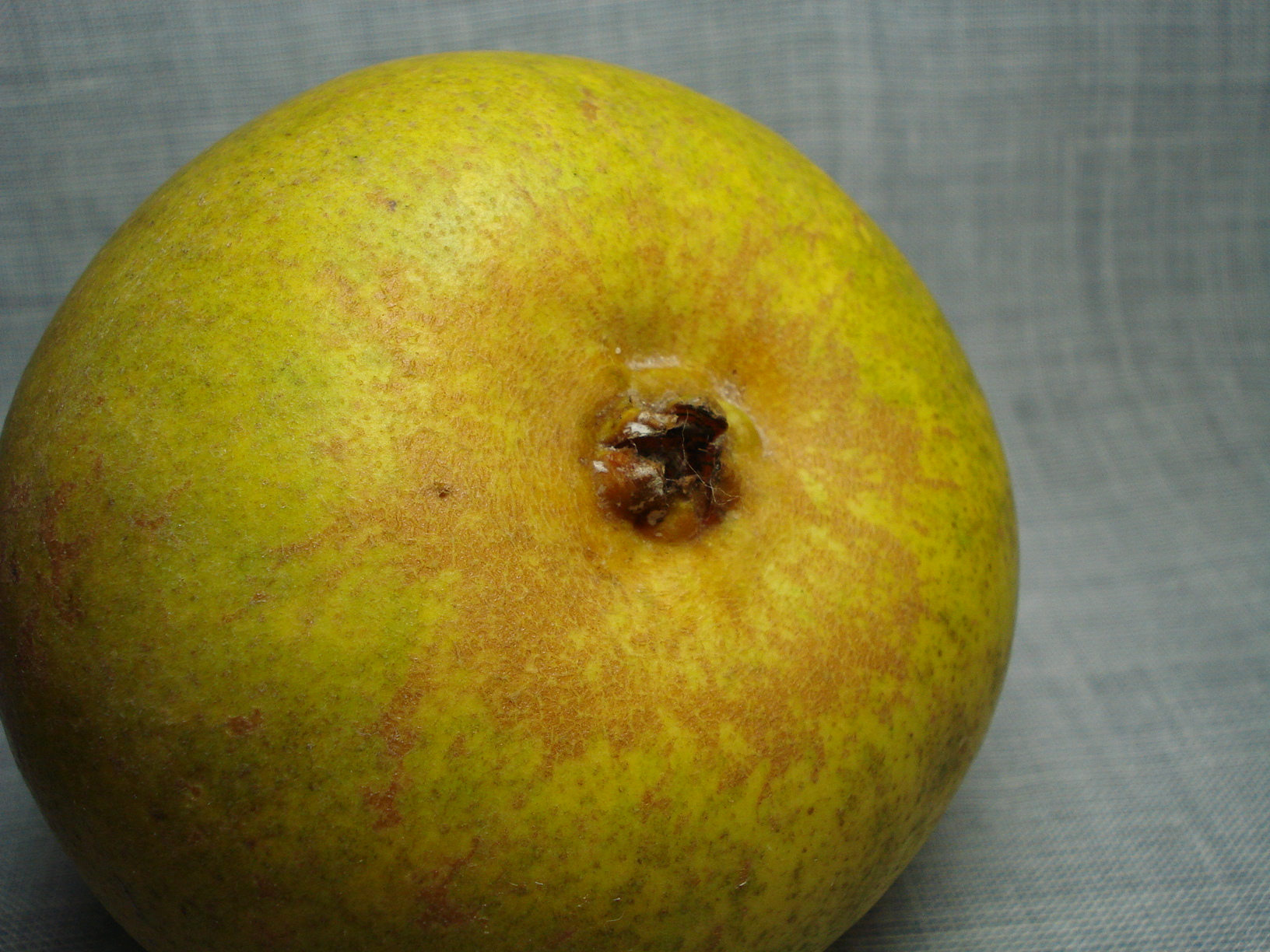
El cáliz de la pera 'Deutsche Nationalbergamotte'.

El pedúnculo del fruto es de mediano a largo y ligeramente curvado. La fruta es de tamaño mediano a grande y redondeada en forma de bergamota con una piel de color de fondo verde claro y de color amarillo verdoso cuando está completamente madura. El cáliz es pequeño, semiabierto, con sépalos cortos en forma de cuerno. Hay una cavidad calicina que presenta una ligera trama de ruginoso-"russeting" (pardeamiento áspero superficial que presentan algunas variedades). La pulpa es de color blanco amarillento, de celdillas finas y fundente, jugoso, casi mantecoso derretido, con un sabor azucarado de bergamota.
La cosecha de la pera 'Deutsche Nationalbergamotte' está lista para ser recogida entre principios o mediados de septiembre y la fruta se puede conservar durante unas dos o tres semanas refrigerada en perfectas condiciones.